# Landkreis Oberhavel
Landkreis Oberhavel är ett län (Landkreis) i det tyska förbundslandet Brandenburg.
Länet ligger norr om Berlin, väster om länen Uckermark och Barnim, öster om länen Havelland och Ostprignitz-Ruppin samt söder om förbundslandet Mecklenburg-Vorpommern. Mer än 50 procent av länet utgörs av naturreservat eller på annat sätt skyddad område. Huvudorten är Oranienburg.

## Befolkningsutveckling
Tabellen nedan avser invånarantalen för Landkreis Oberhavel. 1990 avses återföreningsdagen 3 oktober, från 1991 och framåt 31 december. Med undantag för 1990 till 1992, då områdesindelningen 6 december 1993 använts, gäller invånarantalet för den vid tillfället aktuella administrativa områdesindelningen.
| År   | Invånare |
| ---- | -------- |
| 1875 | 64 084   |
| 1890 | 75 767   |
| 1910 | 99 395   |
| 1925 | 119 031  |
| 1933 | 138 026  |
| 1939 | 178 595  |
| 1946 | 187 548  |
| 1950 | 192 989  |
| 1964 | 179 515  |
| 1971 | 180 152  |

| År   | Invånare |
| ---- | -------- |
| 1981 | 175 027  |
| 1985 | 174 522  |
| 1989 | 172 119  |
| 1990 | 169 086  |
| 1991 | 167 015  |
| 1992 | 165 764  |
| 1993 | 166 214  |
| 1994 | 167 935  |
| 1995 | 170 505  |
| 1996 | 173 666  |

| År   | Invånare |
| ---- | -------- |
| 1997 | 178 353  |
| 1998 | 183 997  |
| 1999 | 189 191  |
| 2000 | 192 123  |
| 2001 | 194 022  |
| 2002 | 195 399  |
| 2003 | 197 055  |
| 2004 | 198 550  |
| 2005 | 200 184  |
| 2006 | 201 289  |

| År   | Invånare |
| ---- | -------- |
| 2007 | 201 945  |
| 2008 | 202 231  |
| 2009 | 202 776  |
| 2010 | 203 124  |
| 2011 | 201 199  |
| 2012 | 202 162  |
| 2013 | 203 012  |
| 2014 | 204 898  |
| 2015 | 207 524  |
| 2016 | 208 639  |

| År   | Invånare |
| ---- | -------- |
| 2017 | 209 893  |
| 2018 | 211 249  |
| 2019 | 212 914  |
| 2020 | 214 234  |

Källa: Landesbetrieb für Datenverarbeitung und Statistik Brandenburg
- Befolkningsutveckling inom områdets nuvarande gränser sedan 1875
- Befolkningsprognos
- Åldersfördelningsprognos

## Administrativ indelning
I förvaltningsrättslig mening finns i modern tid ingen skillnad mellan begreppet Stadt (stad) gentemot Gemeinde (kommun). Följande kommuner och städer ligger i Landkreis Oberhavel.

### Städer, kommunindelning och invånarantal
Landkreis Oberhavel omfattar 19 Gemeinden (kommuner), därav nio städer. 14 av dessa är amtsfria. Invånarantal inom parentes avser 31 december 2011.
| Städer 1. Fürstenberg/Havel (6 101) 2. Gransee amtstillhörig stad (5951) 3. Hennigsdorf (25 988) 4. Hohen Neuendorf (24 551) 5. Kremmen (7 074) 6. Liebenwalde (4 312) 7. Oranienburg (41 966) 8. Velten (11 951) 9. Zehdenick (13 684) Amtsfria Gemeinden 1. Birkenwerder (7 832) 2. Glienicke/Nordbahn (11 143) 3. Leegebruch (6 640) 4. Löwenberger Land (8 034) 5. Mühlenbecker Land (14 205) 6. Oberkrämer (10 689) | Ämter och tillhörande Gemeinden 1. Gransee und Gemeinden (9 338) 1. Gransee, stad (5 951) 2. Grosswoltersdorf (865) 3. Schönermark (413) 4. Sonnenberg (877) 5. Stechlin (1 232) |  |